# Mátraszőlős
Mátraszőlős is een plaats (község) en gemeente in het Hongaarse comitaat Nógrád. Mátraszőlős telt 1703 inwoners (2001).